# Euxoa riphaea
Euxoa riphaea är en fjärilsart som beskrevs av Max Bartel 1907. Euxoa riphaea ingår i släktet Euxoa och familjen nattflyn. Inga underarter finns listade i Catalogue of Life.